# Nocturnes rouges

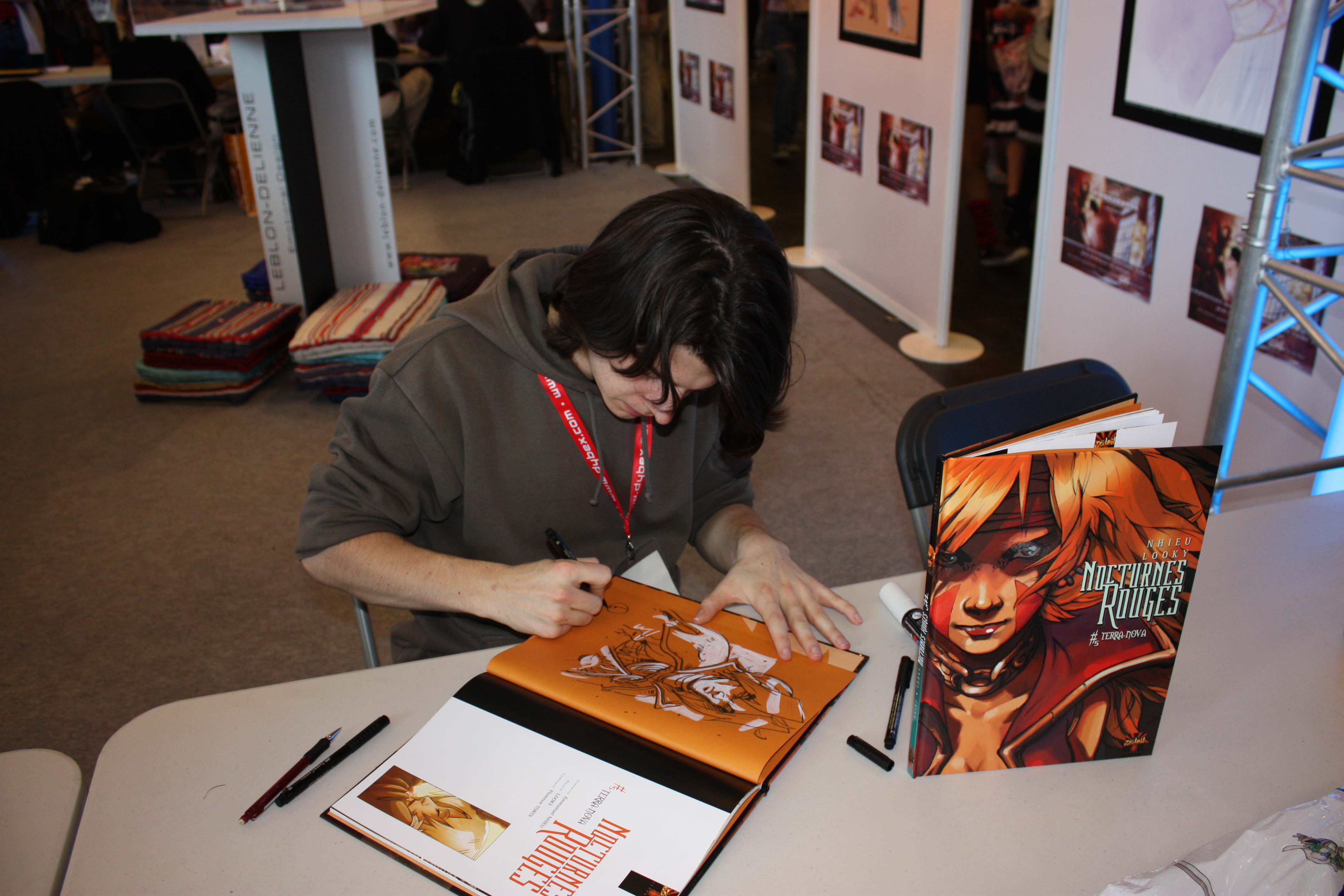
Looky durant Japan Expo 2008

Nocturnes Rouges est une série française de bande dessinée d'heroic fantasy créée par Emmanuel Nhieu, qui en a cédé le dessin à Looky à partir du cinquième volume. Ses sept volumes ont été publiés par Soleil entre 2001 et 2012.
Nhieu a également réalisé en 2009-2010 un spin-off consacré aux combats d'un jeune villageois et d'un ermite contre un groupe de vampires sanguinaires.

## Personnages

### Personnages principaux
- May : Petite fille joviale et insouciante qui est envoyée par son père vivre auprès de son « oncle Granite ». Ceci dans le but de perpétuer la tradition familiale : chasseurs de vampires...
- Granite : Célèbre chasseur de vampires connu pour ses aventures, redouté et combattant à l'aide d'une épée impressionnante. C'est à lui que May a été confiée.
- Dolores : Ancienne alliée de Granite et du père de May dans leur chasse aux vampires. Elle s'est reconvertie en chasseuse de primes sexy et redoutable. Granite la retrouve et elle finit par se joindre à leur quête.

### Personnages secondaires
- Alex : Ce messager royal exerce son métier avec sa fidèle mi-plume Bérénice.C'est lui, ami de la famille de May, qui la conduit auprès de son oncle Granite.
- Marco : Apprenti magicien qui suit les aventures de notre groupe. Il va s'avérer être un atout plus qu'important dans les péripéties de ses nouveaux amis.

## Albums
- Nocturnes rouges, Soleil, coll. « Soleil levant » (sauf t. 1) :

1. Sang noir, 2001  (ISBN 2-84565-018-3).
2. Zéphyr, 2002  (ISBN 2-84565-227-5).
3. Tonnerre pourpre, 2004  (ISBN 2-84565-572-X).
4. Une seconde chance, 2006  (ISBN 2-84946-071-0)[2].
5. Terra-Nova, 2008  (ISBN 978-2-302-00127-5).
6. Par-delà la haine, 2009  (ISBN 978-2-302-00592-1).
7. Un soupçon d'humanité, 2012  (ISBN 978-2-302-01078-9).

- Nocturnes Rouges : Origines, Soleil :

1. L'Héritage du chasseur, 2009  (ISBN 978-2-302-00722-2)[3].
2. Dans la chair, 2010  (ISBN 978-2-302-01231-8).